# من هستم (فیلم ۲۰۱۲)
من هستم - تور جهانی زنده اس‌ام تاون در مدیسن اسکوئر گاردن (انگلیسی: I Am - SM Town Live World Tour in Madison Square Garden) یک فیلم مستند محصول ۲۰۱۲ کره جنوبی به کارگردانی چوی جین سونگ، دربارهٔ ۳۲ آرتیست کی-پاپ اس‌ام تاون به عنوان اولین خوانندگان آسیایی است که در مدیسن اسکوئر گاردن در نیویورک کنسرت اجرا کردند. این فیلم ابتدا قرار بود که در ۱۰ مه ۲۰۱۲ در کره جنوبی منتشر شود، اما به دلیل مشکلات صوتی تا ۲۱ ژوئن ۲۰۱۲ به تعویق افتاد.